# Huitzilopochtli

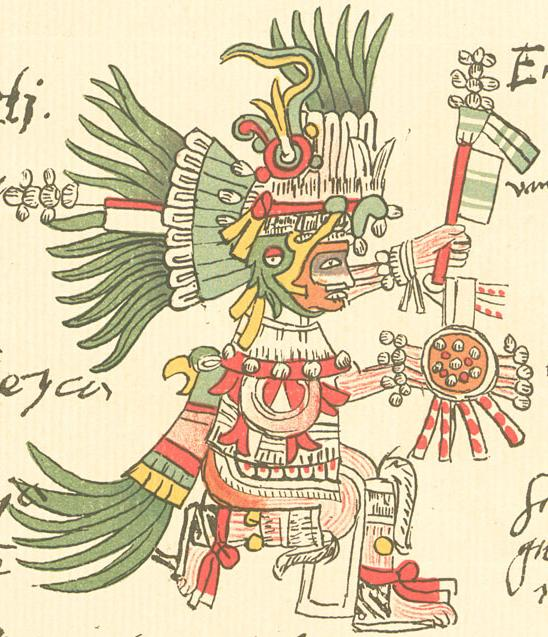
Huitzilopochtli, aşa cum este prezentat în Codex Telleriano-Remensis.

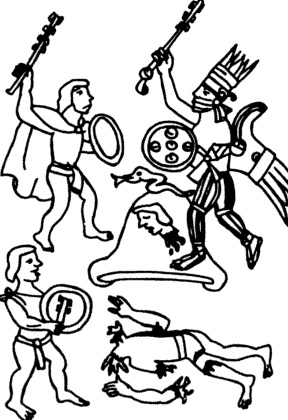
Centzonuitznaua uciși de Huitzilopochtli, Codex Florentino

Huitzilopochtli, de asemenea ortografiat Uitzilopochtli, (conform Alfabetului fonetic internațional [wi.ʦi.lo.ˈpoʧ.tɬi] -- "Pasărea colibri a sudului", "El, cel din sud", "Pasărea colibri de stânga" ori "Pasărea colibri stângace" – huitzil este cuvântul din Nahuatl pentru pasărea colibri), a fost un zeu al războiului și al soarelui din mitologia aztecilor, totodată patron al orașului Tenochtitlan. 
Huitzilopochtli a fost zeul național al aztecilor.  A fost simultan un zeu al războiului, un zeu soare, unul al bărbaților tineri, războinicilor, furtunilor și un ghid al călătoriilor. 
În cultura Nahua, multe nume au înțelesuri ezoterice, fiind cunoscute doat inițiaților.  Conform interpretării date de Laurette Séjourné, din cartea sa "Apa sacră", în hărțile civilizației Nahua, sudul este la stânga, iar sudul este totodată paradisul Soarelui.  De asemenea, sufletele războinicilor morți se întorc pe Pământ ca fluturi și păsări colibri, explicații ce conduc la concluzia că numele ezoteric al lui Huitzilopochtli este "sufletul războinicului din paradis." 